# Els orgullosos
Els orgullosos  (títol original en francès: Les Orgueilleux) és una pel·lícula franco-mexicana d'Yves Allégret estrenada el 1953. Va ser presentada en competició al Festival de Venècia de 1953. Ha estat doblada al català.

## Argument
Nellie arriba amb el seu marit malalt a Alvarado, un poble costaner mexicà de la regió de Veracruz. mentre busca un metge, es creua amb Georges, un metge vingut a menys i alcohòlic.
El doctor no tindrà temps de cuidar el seu marit, que Georges troba mort, a conseqüència d'una meningitis. Nellie és confusa per la manca de tristesa que sent. El cas de meningitis no era aïllat i una epidèmia comença a afectar la regió. Nellie s'instal·la a l'hotel just el temps d'intentar repatriar el cos del seu marit a França, però per raons sanitàries aquest serà enterrat allà. Està confusa, encara més perquè la desaparició de la cartera del seu marit la deixa sense recursos en un país desconegut, del qual ho ignora tot. Ha d'experimentar una dolorosa vacunació antimeningítica per punció lumbar. Don Rodrigo, l'amo de l'hotel, l'assetja de forma insistent i se’n riu de Georges, sempre buscant una copa o una ampolla de tequila. Georges era abans metge, però de resultes de la mort de la seva dona en un part que ell mateix va assistir, ja no ha deixat de beure. Nellie posa cada vegada més atenció al seu voltant. Al poble estan en quarantena, i la gent intenta escapar-se: l'infermer (tanmateix vacunat…) és tocat per la malaltia. A petició del doctor, i despertat per l'amor de Nellie, Georges accepta no beure i construir una infermeria al seu barri, per tal de salvar vides. Després d'haver rebutjat Don Rodrigo que volia abusar d'ella a l'hotel, Nellie corre a trobar Georges a la platja, i s'abracen.

## Repartiment
- Michèle Morgan: Nellie
- Gérard Philipe: Georges
- Carlos López Moctezuma: El Doctor
- Victor Manuel Mendoza: Don Rodrigo
- Michèle Cordoue:[3] Anna
- Arturo Soto Rangel: Capellà
- André Toffel: Tom.
- Jaime Fernández: xòfer de camió
- Josefina Escobedo
- Chel López
- Lucrecia Muñoz
- Beatriz Ramos
- Guillermo Segura
- Salvador Terroba
- Luis Buñuel: traficant
- Els habitants de la vila d'Alvarado (Vera Cruz).

## Al voltant de la pel·lícula
Es diu que Martin Scorsese és un admirador d'aquesta pel·lícula i que l'erotisme de les escenes on Michèle Morgan, en vestimenta lleugera es passa glaçons de gel per la cara i el bust i es refresca les cames amb un ventilador va regirar la seva adolescència. De vegades acusada de fredor l'actriu és aquí molt emotiva en l'angoixa del seu paper de jove desemparada.
Gérard Philipe, destacable, dona al seu personatge la complexitat ambigua que li evita enfonsar-se en la caricatura.

## Aspectes notables de l'obra
- L'autenticitat de l'atmosfera, ben restituïda, és deguda a l'actor/músic/cantant Leopoldo Frances:
  - l'ambient sonor: les detonacions incessants dels petards, les dringadisses obsessives de les campanes, i la cremació de les efígies (filmada d'una manera gairebé documental), que són típiques del Divendres Sant a Mèxic. La música local, des de la panoràmica de començament sobre el miserable llogarret d'Alvarado, també als “patios” i a la sala d'hostal, reforça la raresa de la situació amb els seus clapits dels músics i els seus trinats de guitarra.
  - la calor suosa (les pluges no trigaran) aixafa manifestament els protagonistes i desmillora els actors. Així, quan Nellie surt de correus (on ha hagut d'aguantar les impertinències d'un masclista local), se la veu entatxonar-se sota la capa aclaparadora de la calor. I a la seva cambra, els seus peus nus deixen rastres d'humitat sobre l'enrajolat.
  - finalment la utilització molt àmplia de l'espanyol (pel·lícules franceses de l'època en les quals els actors parlin una altra llengua diferent del francès són molt rares) submergeix l'espectador en la realitat de la història.
- El context social és ben dibuixat (se sap que Luis Buñuel fomava part de l'equip…): la petita ciutat (que recorda la de  Le Salaire de la peur de Henri-Georges Clouzot, també del 1952) és sota la bota de Don Rodrigo, el padrí d'Alvarado. Envoltat dels seus guardaespatlles revòlver a la cintura, es lliura entre altres al plaer d'humiliar l'estranger vingut a menys (es pensa en certes escenes d'humiliació del borratxo, com a  Rio Bravo, de Howard Hawks, 1959 i a  La Loi de Jules Dassin, 1958..). I sotragueja orgullosament als carrers enfonsats de la seva ciutat, al volant del seu Jeep, acompanyat del rector i dels seus homes, acompanyant la vídua de pas del cementiri al seu hotel. El seu hotel, on li ofereix

| « | reposar algunes hores | » |

 abans de la seva estrena, i on ell, el major masclista de la ciutat, ha d'exercir el seu dret de cuixa sobre la jove estrangera rossa (com a Tristana de Luis Buñuel, 1970: allà és Catherine Deneuve la jove rossa i reservada…).
- D'altra banda destacar la manera realista, fins i tot satírica com filma la lluita contra l'epidèmia que colpeix Alvarado, llogarret típic del tercer món (i aquí també la influència de Buñuel és sospitosa…).
  - el metge local, desbordat i esgotat, només té uns pocs medicaments
  - transporta els malalts, tapats amb un llençol als braços del seu infermer, al seu petit cupè Ford, mentre que el Land Rover, carregada de tot (maletins, gramòfon i gàbia del lloro…) servirà per a la fugida de l'amant.
  - un home del barri del port apunta amb el seu fusell al ventre del metge que vol hospitalitzar la seva filleta.

| « | Si te l'endús, et faig explotar la barriga | » |

crida...

### Les picades d'ull
- recordant els gags estrafolaris i anticlericals del Buñuel de la fi dels anys 1920:
  - a la seva cambra sufocant, Nellie, després d'haver udolat amb terror perquè un gruixut escarabat li puja per les cames, va a la cabina de dutxa i tira la cadena. Algunes gotes d'aigua cauen de la dutxa, però el soroll d'una ràfega d'estridents dringadisses de campana, continuada amb una interminable salva de petards, entra per la finestra i envaeix la cambra...
  - la població diposita ofrenes davant les figuretes dels oratoris. I al vespre, pujats sobre la terrassa de la casa veïna que domina el pati, tres joves arriben per mirar l'estrangera rossa. Un d'ells li llança una garba de gladiols. Nellie la recull als seus peus, té un breu moment d'indecisió, després l'ajunta als rams dipositats davant la cambra on jeu el seu marit mort.
  - Georges, després d'haver pescat en el fons de la seva ampolla de mescal el gusano (una gran eruga) que hi flotava, s'assembla a Hamlet monologant sobre el crani de Yorick ...
- recordant la dansa macabra pintada abans sobre els murs dels cementiris:
  - Georges ajuda a portar la seva amiga, una prostituta, de la seva cambra de bordell al cotxe del doctor, i les companyes de la jove l'escorten, ploroses. Un jove lleter, pujat sobre el seu mul, s'apropa a l'última, una bonica mestissa de llargs cabells negres, i li crida:

| « | Hola, bonita, no tens ganes de venir fer una xerradeta? T'oferiré un dels meus formatges... | » |

 La jove, la mirada encesa, li respon per sobre de la seva espatlla: 
| « | Oh sí, de chihuahua! | » |

 Però el doctor s'interposa: 
| « | Ja te'n donaré, jo, de chihuhua Que acabi la broma! Faré tancar les seves cases, fins al final de l'epidèmia ... | » |

Eros ha de cedir el pas a Tànatos...

### Actors angoixats
Excepte en el moment del petó del final, els actors són manifestament posseïts i se superen, fins al dolor físic:
- al bar, quan Georges, sostingut pels aplaudiments de l'assistència, balla sobre un huapango interminable i neguitejant per aconseguir beure: és finalment prop del síncope...
- en l'escena de les puncions lumbars: la cara de Michèle Morgan (les seves pupil·les, la pujada de les gotes de suor sobre el seu front, la crispació dels seus masseters) és al·lucinant de veritat.
- en l'escena de la temptativa de violació. Michèle Morgan (que tenia la reputació de ser una actriu "freda"...) li engalta una guitza al ventre (guitza que està lluny de ser simulada) a Don Rodrigo que intenta atropellar-la sobre el llit; contra el mur, l'amenaça amb una ampolla d'aigua gasosa, després intercanvia amb ell cops que manifestament no són continguts. La caiguda del gran barret d'ala ampla de l'home, i el panteix dels dos actors ho testimonien. Aquesta violència accentua la ràpida recuperació que l'actriu efectua sobre ella mateixa i sobre el seu agressor. Va fins i tot a donar-li el seu mirall mentre es repentina, desviant així una escena clàssica d'amor cortès... I acaba mussitant-li abans d'eclipsar-se:

| « | No estic segura què voldrà de mi... | » |

.

## Un altre final mai rodat
El realitzador Yves Allégret i el guionista Jean Aurenche havien pensat un altre final, però la part mexicana de la producció es devia absolutament a un final optimista, en desacord amb Yves Allégret.
Aquest últim havia imaginat que Georges (Gérard Philipe), d'amagat de Nellie, havia fugit d'Alvarado a un altre poble allunyat -les localitzacions havien estat fins i tot efectuades. Bojament enamorada, Nellie havia trobat finalment el seu rastre, però a la seva arribada, Georges ja havia marxat. Comprenent l'eterna necessitat de vagareig del seu amic, Nellie, enfonsada, renunciava al seu amor i retrobava la seva solitud a Alvarado.
En algunes entrevistes televisades, Yves Allégret ha repetit que el penúltim pla (pla americà) on els dos herois s'abracen no ha estat rodada per ell, sinó pel seu operador als estudis de Boulogne sobre un fons de cel pintat. Havent d'acceptar un final feliç, Yves Allégret hauria preferit acabar la seva pel·lícula amb un ampli aspecte general on Nellie i Georges corren l'un cap a l'altre. D'altra banda, en el pla americà final, on són la cartera negra que Nelly tenia a mà, i la bossa en paper morè (contenint el parell de sabates que acabava de comprar a Georges) que estrenyia contra ella corrent sobre la platja d'Alvarado?...

## Premis i nominacions

### Premis
- 1953. Lleó de Bronze al Festival Internacional de Cinema de Venècia per Yves Allégret

### Nominacions
- 1957: Oscar al millor guió original per Jean-Paul Sartre[5]